# Haapasaari (ö i Kymmenedalen, Kouvola, lat 61,10, long 26,24)
Haapasaari är en ö i Finland. Den ligger i sjön Haapajärvi och i kommunen Itis i den ekonomiska regionen  Kouvola ekonomiska region  och landskapet Kymmenedalen, i den södra delen av landet, 120 km nordost om huvudstaden Helsingfors. Öns area är 0,8 hektar och dess största längd är 150 meter i nord-sydlig riktning.